# 全国学校図書館協議会選定図書
全国学校図書館協議会選定図書（ぜんこくがっこうとしょかんきょうぎかいせんていとしょ）は、学校図書館の書籍購入の参考資料として、図書教育上の信頼できる図書一覧の必要性から、教育過程としての学校図書館向けの優良図書を選定する目的で1951年（昭和26年）に制定・発表された。

## 図書の選定基準
対象となる図書は、半年以内に出版された図書のうち「全国学校図書館協議会図書選定基準」に適合する図書が選定対象となる。
この基準では、特定地域以外あるいは直販でのみしか入手不可能なもの、豪華装丁版、個人出版物などが除外される。

## 選定図書
選定図書は、毎年おおよそ7,000冊前後となっており、毎月2回、公益社団法人全国学校図書館協議会の機関誌にて対象となった図書の一覧を発行している。